# Publiusz Korneliusz Lentulus Sura
Publiusz Korneliusz Lentulus Sura (Publius Cornelius Lentulus Sura) – polityk rzymski. Wnuk Publiusza Korneliusza Lentulusa (konsula w 162 p.n.e.) 
Oskarżony przez Sullę (którego był kwestorem w 81 p.n.e.) o sprzeniewierzenie pieniędzy publicznych, nie tylko odmówił rozliczenia się, ale bezczelnie podstawił łydki, uderzeniami w które karani byli zwyczajowo chłopcy za popełnienie błędów w grze w piłkę. Zyskało mu to przydomek "Łydka" (Sura). Sprawował preturę w 74 p.n.e. Przed nim, jako pretorem, oskarżono Terencjusza Warrona o nadużycia w prowincji Azji, a jego uniewinnienie przebiegło w skandalicznych okolicznościach. W 71 p.n.e. osiągnął konsulat, by w roku następnym zostać przez cenzorów usunięty ze składu senatu. Powodem usunięcia było "niemoralne prowadzenie się". W 63 p.n.e. sprawował po raz drugi preturę.
Utrzymywał, że przepowiednie sybillińskie wróżą mu panowanie w Rzymie, jako trzeciemu Korneliuszowi, po Korneliuszu Sulli i Korneliuszu Cynnie. Dążenie do władzy doprowadziło go do wzięcia udziału w spisku Katyliny. Po wyjeździe Katyliny stanął na czele spiskowców w mieście. Planował zabójstwo urzędującego konsula Marka Tulliusza Cycerona. Podpisał listy do delegatów celtyckiego plemienia Allobrogów, namawiające ich do przyłączenia się do spisku i udzielenie militarnej pomocy spiskowcom. Ujawnienie tych pism doprowadziło do upadku spisku. 3 grudnia Lentulus został zmuszony do złożenia pretury i aresztowany. 6 grudnia 63 p.n.e. został stracony na wniosek ówczesnego konsula Cycerona.
Lentulus poślubił Julię, córkę Lucjusza Cezara, wdowę po Marku Antoniuszu Kretyku. Został więc ojczymem przyszłego triumwira Marka Antoniusza. Stracenie ojczyma stało się początkiem nienawiści jaką żywił Antoniusz do Cycerona.